# Casey Legler
Casey Legler (née le 26 avril 1977 à Fréjus) est une nageuse française ayant concouru aux Jeux Olympiques de 1996.
Elle est sacrée championne de France du 100 mètres nage libre en hiver 1995 et du 50 mètres nage libre en hiver 1996.
Elle est également la première femme à avoir travaillé en tant que mannequin pour la mode masculine,. 
Elle poursuit par ailleurs une activité d'artiste plasticienne à New York.